# Romina Lamas
Pour les articles homonymes, voir Lamas.
Romina Lamas est une joueuse de volley-ball argentino-espagnol née le 29 août 1978 à Buenos Aires (Argentine). Elle mesure 1,84 m et joue au poste de passeuse. Elle totalise 106 sélections en équipe d'Argentine et 10 sélections en équipe d'Espagne.

## Clubs
| Club                    | De        | À         |
| ----------------------- | --------- | --------- |
| Club Old Boys           | …         | 1996-1997 |
| Londrina/Ametur         | 1996-1997 | 1996-1997 |
| Brums Preca Cislago     | 1997-1997 | 1997-1997 |
| Ester Napoli            | 1998-1999 | 1999-2000 |
| Tenerife Marichal       | 2000-2001 | 2007-2008 |
| CAV Murcia 2005         | 2008-2009 | 2010-2011 |
| Hainaut Volley          | 2012-2013 | 2012-2013 |
| Club Voleibol Aguere    | oct 2013  | déc 2013  |
| İqtisadçı VK            | 2013-2014 | 2013-2014 |
| Çanakkale Belediye      | 2014-2015 | 2014-2015 |
| Club Voleibol Aguere    | 2015-2016 | 2015-2016 |
| Altay VC                | 2015-2016 | 2015-2016 |
| C.V. Arona Tenerife Sur | 2016-2017 | …         |

## Palmarès
- Ligue des champions
  - Vainqueur : 2004.
- Coupe de la CEV
  - Vainqueur : 1999.
- Championnat d'Espagne
  - Vainqueur : 2001, 2002, 2004, 2005, 2006, 2009.
- Coupe d'Espagne
  - Vainqueur : 2001, 2002, 2003, 2004, 2005, 2006, 2009, 2010.
  - Finaliste : 2018.
- Supercoupe d'Espagne
  - Vainqueur: 2005, 2008, 2009, 2010.